# Bobo Stenson
Bo Gustav "Bobo" Stenson, född 4 augusti 1944 i Västerås, är en svensk jazzmusiker (pianist). 
Bobo Stensons bror som spelade trummor gjorde honom intresserad av jazzmusik under tidiga tonåren. Bobo Stenson började spela piano vid 7 års ålder. Han fick klassisk pianoundervisning. 
I sin hemort Västerås spelade han tidigt i olika grupper med Lars Färnlöf, Sven Åke Johansson och Staffan Abeleen. Börje Fredriksson tog in honom i sin kvartett som också inkluderade Palle Danielsson och Fredrik Norén. Efter avslutade gymnasiestudier arbetade Stenson en kort tid i Paris. Han föredrog dock att spela på Blue-Note-klubben i Paris tillsammans med bland andra Manfred Schoof och Gunter Hampel. 
Han påbörjade studier i musikvetenskap, vilka han avbröt för att starta sin professionella musikerbana. Han turnerade tillsammans med Palle Danielsson och Rune Carlsson i Tyskland och spelade med gästsolister som Benny Bailey och Dexter Gordon. Under 1970-talet spelade Stenson i trioform med Arild Andersen och Jon Christensen. Senare utvidgades denna formation med Jan Garbarek. År 1970 grundade han tillsammans med Bengt Berger och Palle Danielsson gruppen Rena Rama som spelade musik med inspiration från Afrika, Indien och Balkanländerna. Lennart Åberg ingick även i gruppen. Denna grupp existerade i tjugo år. Sedan 1988 har Stenson medverkat i Charles Lloyds "europeiska kvartett" och han har också spelat med Stan Getz. Han har även medverkat i Tomasz Stańkos grupper och i Lars Danielssons kvartett. Bobo Stenson Trio har nu funnits i snart 40 år och innehåller år 2013 även Anders Jormin (bas) och Jon Fält (trummor) .
Stenson invaldes som ledamot av Kungliga Musikaliska Akademien 2005 och tilldelades medaljen Litteris et Artibus 2006.

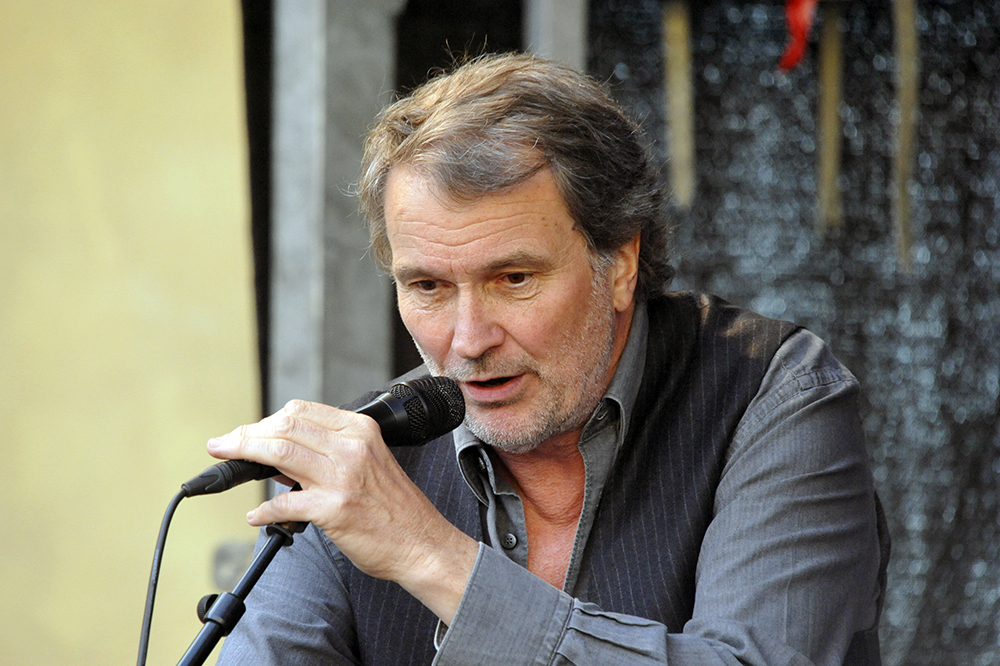
Bobo Stenson på scen under Stockholm Jazz Festival 2010.

## Priser och utmärkelser
- 1988 – Jan Johansson-stipendiet
- 1993 – Grammis, "Årets jazz" för Sister Majs Blouse (tillsammans med Joakim Milder, Fredrik Norén och Lars Danielsson)
- 1996 – Gyllene skivan för Reflections
- 1996 – Grammis, "Årets jazz" för Reflections (med  Bobo Stenson Trio)
- 1996 – Jazzkatten, ”Årets jazzgrupp” (Bobo Stenson Trio)
- 1997 – Jazzkatten, ”Årets jazzmusiker”
- 1998 – Jazzkatten, ”Årets jazzgrupp” (Bobo Stenson Trio)
- 1999 – Django d'Or, Contemporary star of Jazz
- 2004 – Kungliga Musikaliska Akademiens Jazzpris
- 2005 – Ledamot av Kungliga Musikaliska Akademien
- 2005 – Gyllene skivan för Good Bye
- 2005 – Jazzkatten, ”Årets jazzgrupp” (Bobo Stenson Trio)
- 2005 – Jazzkatten, ”Årets jazzmusiker”
- 2006 – Musikpriset Manifest i jazzkategorin
- 2006 – Jazzkatten, ”Årets jazzgrupp” (Bobo Stenson Trio)
- 2006 – Litteris et Artibus
- 2012 – Gyllene skivan för Indicum (med Bobo Stenson Trio)
- 2012 – Bert Levins stiftelse för jazzmusik
- 2017 – Monica Zetterlund-stipendiet
- 2018 – Gyllene skivan för  Contra La Indecisión (med Bobo Stenson Trio)
- 2024 – Grammis, "Årets jazz" för Sphere (med Bobo Stenson Trio)

## Diskografi

### I eget namn
- 1971 – Underwear (ECM)
- 1973 – Witchi-Tai-To med Jan Garbarek (ECM)
- 1976 – Dansere med Jan Garbarek (ECM)
- 1983 – The Sounds Around the House (Caprice)
- 1987 – Very Early (Dragon)
- 1996 – Reflections (ECM)
- 1998 – War Orphans (ECM)
- 1999 – Serenity (ECM)
- 2004 – Bobo Stenson/Lennart Åberg (Amigo)
- 2005 – Goodbye (ECM)
- 2008 – Cantando (ECM)
- 2012 – Indicum (ECM)
- 2018 – Contra la indecisión (ECM)

### Med Rena Rama
- 1973 – Jazz i Sverige (Caprice)
- 1977 – Landscapes (Japo)
- 1979 – Inside – Outside (Caprice)
- 1983 – Live (Organic Music)
- 1986 – New Album (Dragon)
- 1989 – With Marilyn Mazur (Dragon)
- 1998 – The Lost Tapes (Amigo)

### Som sideman
- 1965 – Inge Brandenburg: It's Alright with Me (CBS)
- 1969 – Lasse Färnlöf and his Orchestra: The Chameleon (RCA Victor)
- 1969 – Red Mitchell Trio: One Long String (Mercury)
- 1971 – Jan Garbarek: Sart (ECM)
- 1971 – Terje Rypdal: Terje Rypdal (ECM)
- 1971 – Bengt-Arne Wallin: Wallin/Wallin (Dux)
- 1971 – Jan Erik Vold: HAV (Philips)
- 1973 – Bo Hansson: Magicians Hat (Charisma)
- 1973 – Anthony ’Reebop’ Kwaku Bah: Anthony ’Reebop’ Kwaku Bah (Philips)
- 1973 – George Russell: Listen to the Silence (Concept Records)
- 1973 – Putte Wickman: Happy New Year (EMI)
- 1974 – Bernt Rosengren: Notes from Underground (Harvest)
- 1977 – Oriental Wind: Oriental Wind (Sonet)
- 1977 – Bernt Rosengren Big Band: First Moves (EMI)
- 1977 – Lasse Werner/Jan Wallgren: Triple Play – Jazz Piano Vol. 1 (Dragon)
- 1977 – Lasse Werner/Jan Wallgren: Triple Play – Jazz Piano Vol. 2 (Dragon)
- 1977 – Jan Erik Vold: Ingentings Bjeller (Polydor)
- 1978 – Oriental Wind: Live in der Balver Höhle (JPG Records)
- 1978 – Lennart Åberg: Partial Solar Eclipse (Japo Records)
- 1979 – Jan Allan: Jan Allan-70 (Four Leaves Records)
- 1979 – Oriental Wind: Chila-Chila (Sonet)
- 1981 – Oriental Wind: Bazaar (Sonet)
- 1983 – Tommy Koverhults Kvintett: Jazz i Sverige ’83 (Caprice)
- 1984 – Anders Jormin: Nordic Light (Dragon)
- 1985 – Oriental Wind and Karnataka College of Percussion: Sankirna (Sonet)
- 1986 – Lars Danielsson: New Hands (Dragon)
- 1986 – Bengt-Arne Wallin: Miles from Duke (Phono Suecia)
- 1986 – Lennart Åberg: Green Prints (Caprice)
- 1988 – Anders Jormin: Eight Pieces (Dragon)
- 1990 – Charles Lloyd: Fish Out of Water (ECM)
- 1991 – Håkan Broström: Dark Light (Dragon)
- 1991 – Lars Danielsson: Poems (Dragon)
- 1991 – The Village Band: Live at Village (Imogena)
- 1992 – Stan Getz: Sweetie Pie (Philology)
- 1992 – Charles Lloyd: Notes from Big Sure (ECM)
- 1993 – Charles Lloyd: The Call (ECM)
- 1993 – Tomasz Stańko: Bosonossa and Other Ballads (GOWI)
- 1993 – Swedish Radio Jazz Group: Jan Johansson Longing (Phono Suecia)
- 1994 – Håkan Broström: Celestial Nights (Dragon)
- 1994 – Don Cherry: Dona Nostra (ECM)
- 1994 – Lars Danielsson: Far North (Curling Legs)
- 1995 – Charles Lloyd: All My Relations (ECM)
- 1995 – Tomasz Stańko: Matka Joanna (ECM)
- 1995 – Svante Thuresson: Jag är hip, baby: Svante Thuresson sjunger Beppe Wolgers (EMI)
- 1996 – Rebecka Törnqvist & Per ”Texas” Johansson: The Stockholm Kaza Session (EMI)
- 1996 – Trine-Lise Væring: When I Close my Eyes (Stunt Records)
- 1997 – Lars Danielsson: Live at Visiones (Dragon)
- 1997 – Charles Lloyd: Canto (ECM)
- 1997 – Tomasz Stańko: Leosia (ECM)
- 1997 – Tomasz Stańko: Litania – The Music of Krzysztof Komeda (ECM)
- 1997 – Trine-Lise Væring: In So Many Words (Stunt Records)
- 1998 – Theo Jörgensmann & Albrecht Maurer: European Echoes (Bev)
- 1998 – Sister Maj’s Blouse: Epilogue; The Music of Börje Fredriksson (Mirrors)
- 1999 – Nils Landgren: Ballads (ACT)
- 2000 – Lennart Åberg: 7: Pieces (Phono Suecia)
- 2001 – Lasse Färnlöf and Symphony Orchestra: Heureka (Phono Suecia)
- 2001 – Ulf Adåker: Monk by Five (Touché Music)
- 2001 – Ulf Adåker: Reflections (Touché Music)
- 2002 – Ulf Adåker: Mingus by Five (Touché Music)
- 2003 – Fläsket brinner: The Swedish Radio Recordings, 1970–75 (Mellotronen, SR Recordings)
- 2005 – Plunge: Plunge with Bobo Stenson (Kopasetic)
- 2005 – Thomas Strønen: Parish (ECM)
- 2006 – Bengt Berger: Live Vol. 2 – At Mosebacke (Amigo Music)
- 2006 – Sister Maj’s Blouse: In Concert (Mirrors)
- 2006 – Martin Speake: Change of Heart (ECM)
- 2007 – Ulf Adåker: Miles by Five (Touché Music)
- 2007 – Max Schultz: Max Schultz plays Coltrane (Touché Music)
- 2007 – Hans Ulrik/Steve Swallow/Jonas Johansen Trio: Believe in Spring (Stunt Records)
- 2008 – Georg Riedel: Wolfgang on My Mind (Phono Suecia)
- 2009 – Plunge: Origo (Kopasetic)
- 2011 – Peter Johannesson & Max Schultz: Johannesson & Schultz (Prophone)